# Pagkráti
Pagkráti är en ort i Grekland.   Den ligger i prefekturen Thesprotia och regionen Epirus, i den västra delen av landet, 300 km nordväst om huvudstaden Aten. Pagkráti ligger 131 meter över havet och antalet invånare är 274.
Terrängen runt Pagkráti är kuperad åt sydväst, men åt nordost är den bergig. Pagkráti ligger nere i en dal. Runt Pagkráti är det ganska glesbefolkat, med 28 invånare per kvadratkilometer. Närmaste större samhälle är Paramythiá, 3,4 km norr om Pagkráti. Trakten runt Pagkráti består till största delen av jordbruksmark.